# Abd al-Hakím Hádž Jahjá
Abd al-Chakim Chadž Jachja (hebrejsky עבד אל-חכים חאג' יחיא‎, arabsky عبد الحكيم حاج يحيى‎; * 16. února 1965) je izraelský politik arabské národnosti; poslanec Knesetu za Sjednocenou kandidátku.

## Biografie
Profesí je inženýrem. Má čtyři děti. Vystudoval civilní inženýrství a geodetické inženýrství na Technionu. Žije ve městě Tajbe, kde působil v roce 1998 a v letech 2005–2007 jako starosta. Je členem strany Ra'am a reprezentuje Islámské hnutí v Izraeli.
Ve volbách v roce 2015 byl zvolen do Knesetu za Sjednocenou kandidátku (aliance čtyř politických stran arabské menšiny).